# Kurt Erdmann (Radsportler)

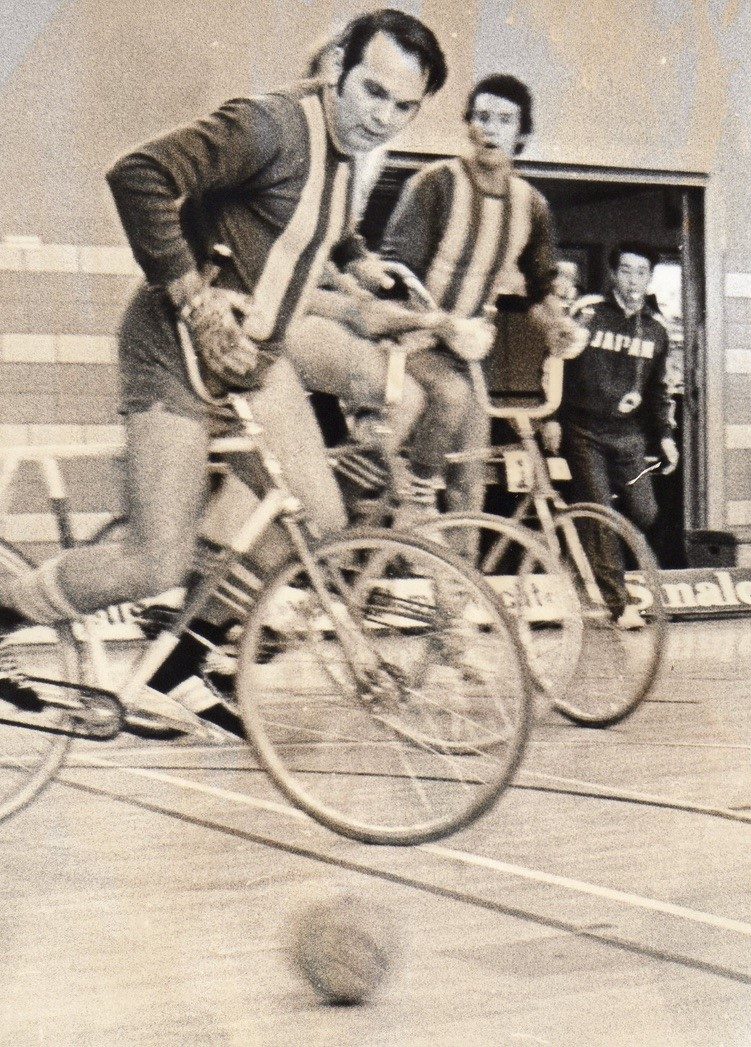
Kurt Erdmann beim direkten Zweikampf mit japanischen Nationalspielern beim Besuch in Deutschland im Jahr 1976

Kurt Friedrich Eugen Erdmann (* 7. Dezember 1934 in Methler, Nordrhein-Westfalen) ist ein deutscher Radsportler, der von 1971 an in Japan den Bereich Radball bekannt gemacht und aufgebaut hat. Für seine besonderen Verdienste um die deutsch-japanischen Beziehungen erhielt er im Januar 2019 das Bundesverdienstkreuz am Bande.

## Leben

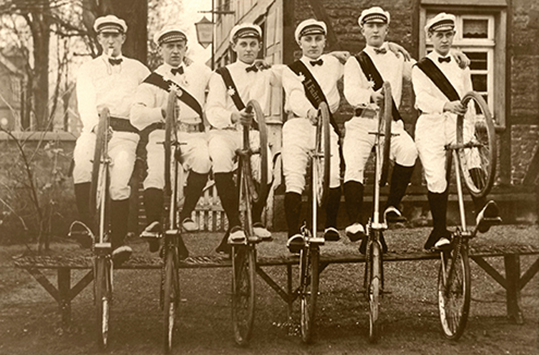
Heinrich Erdmann (1.v.l.) beim Kunstradfahren mit Mannschaftskollegen zu Beginn des letzten Jahrhunderts

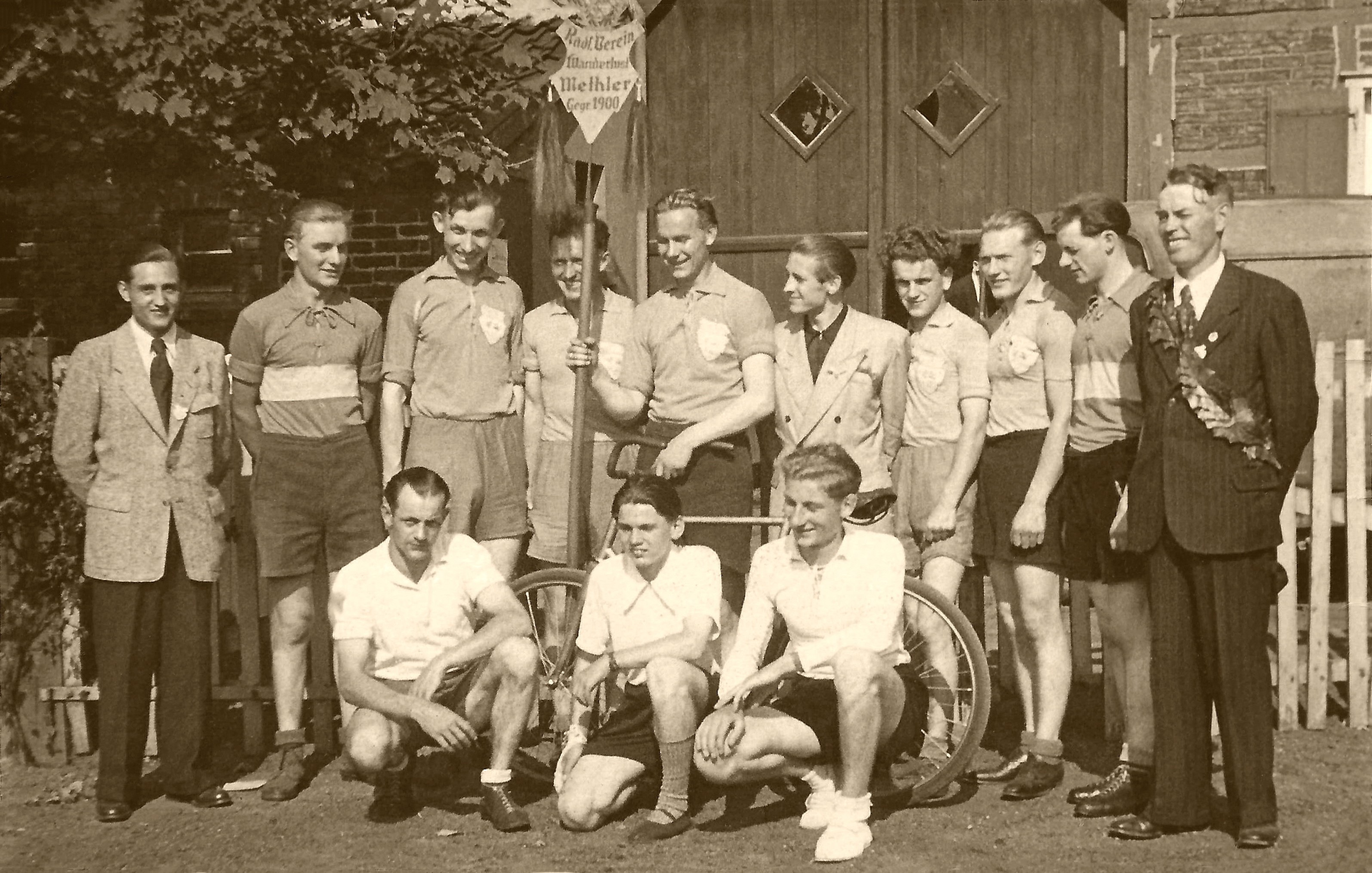
Fünfzigjähriges Vereinsjubiläum des Radsportvereins RV Wanderlust Methler 1900 e.V. im Jahr 1950: Edi Grommes (stehend, 6.v.l.), Kurt Erdmann (sitzend, mittig)

### Karriere als Radsportler und Funktionär in Deutschland
Kurt Erdmann trat 1947 dem Radsportverein RV Wanderlust Methler 1900 e.V. bei und erlernte – war doch bereits sein Vater Heinrich Erdmann als Kunstradfahrer aktiv – dort das Kunstradfahren unter dem damaligen deutschen Meister Edi Grommes, der auch Silbermedaillengewinner der Hallenradsport-Weltmeisterschaft 1956 war. In den 50er Jahren wurde Erdmann sowohl im Einerkunstradfahren als auch im Zweierkunstradfahren Gaumeister/Landesmeister in Nordrhein-Westfalen.
Gleichzeitig trainierte Erdmann im Bereich Radball und spielte sich bis in die Bundesliga hoch. Im Anschluss an seine aktive Radsportkarriere war Erdmann u. a. weiterhin lange als Sportleiter des Radsportvereins RV Wanderlust Methler 1900 e.V. tätig. Auf Verbandsebene des Bundes Deutscher Radfahrer (BDR) bekleidete Erdmann zudem ab 1975 zwei Jahrzehnte lang die Position des Landesfachwartes und Landessportleiters für Radball und Radpolo in Nordrhein-Westfalen (NRW).
Im Zuge der Wiedervereinigung von Ost- (DDR) und Westdeutschland (BRD) war Erdmann 1990 als Gremienvertreter des Bundes Deutscher Radfahrer an der Zusammenlegung der ost- und westdeutschen Radsportverbände (DRSV und BDR) beteiligt.

### Entsendung nach Fernost und berufliche Tätigkeit in Japan
Beruflich arbeitete Erdmann ab 1970 in Japan, um dort u. a. den Bau des Seikan-Tunnels, des damals längsten und größten Tunnels der Welt (Bauzeit 1964–1985), maschinentechnisch zu begleiten. Erdmann wurde vom Gesellschafter (Alfred Schneider-Paas) der Gewerkschaft Eisenhütte Westfalia, welche sich in den 1960er Jahren zu einem bedeutenden Bergbauzulieferer auch für den internationalen Tunnelbau entwickelt und in den 1970er Jahren in Japan diverse Patente zum Tunnelbau, wie zum Beispiel ein Messerschild, angemeldet hat nach Japan entsandt.

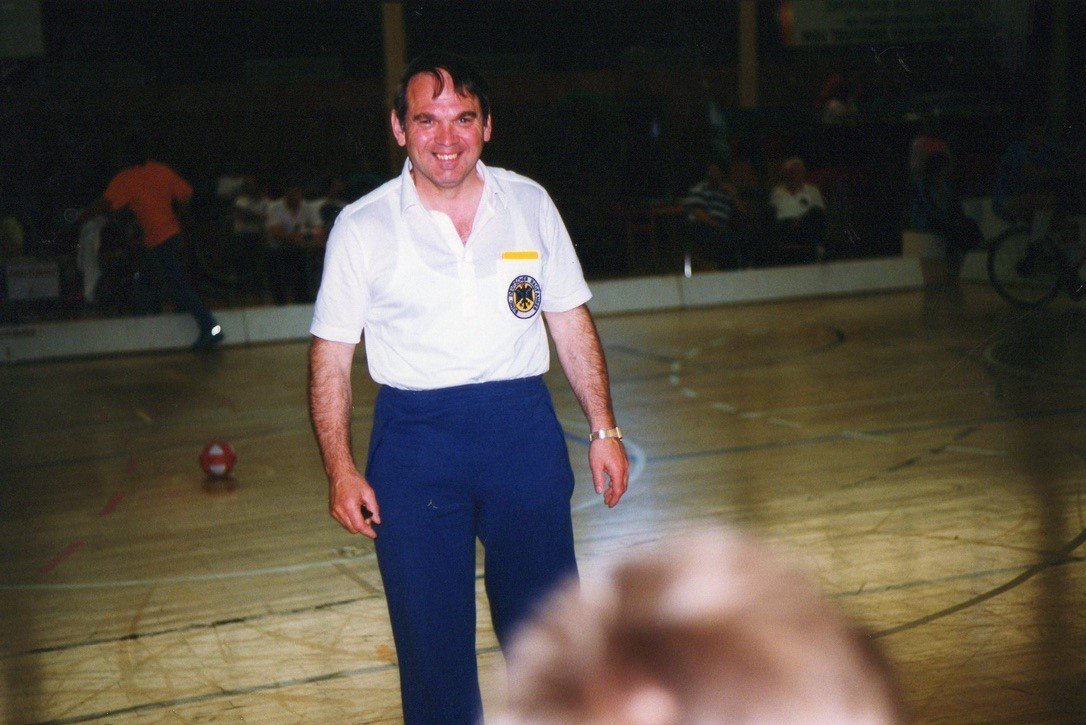
Kurt Erdmann während seiner Tätigkeit als Landesfachwart im Radsportverband NRW in den 80er Jahren (hier als Spielleiter)

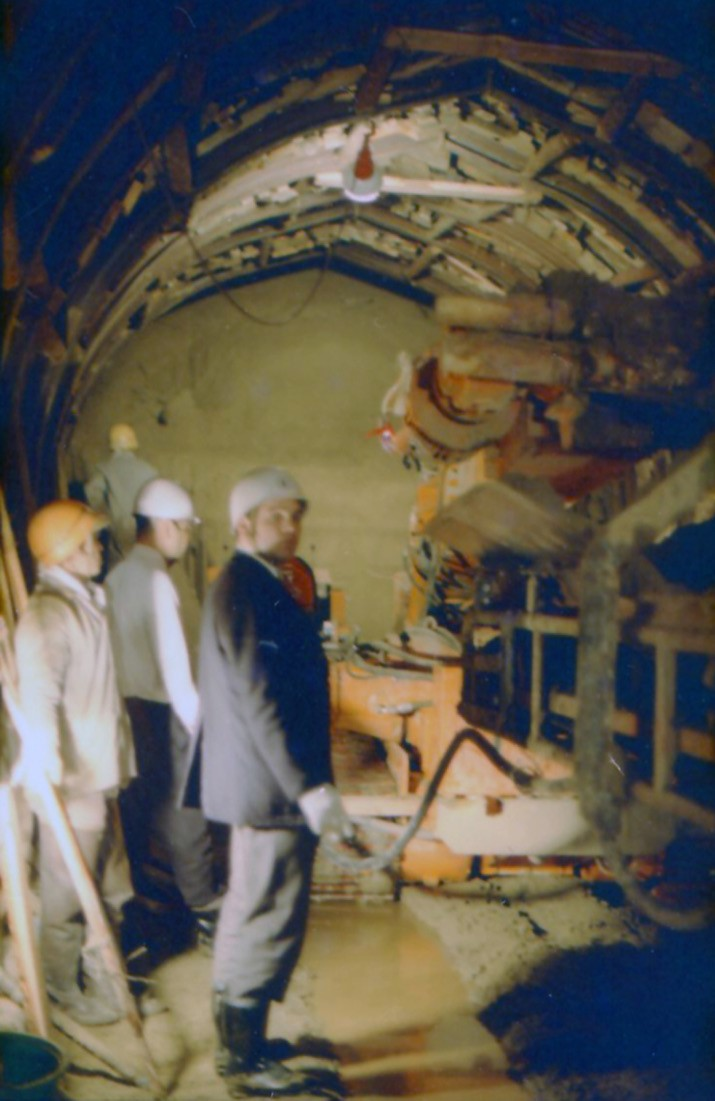
Kurt Erdmann beim Bau eines Versorgungstunnels für den Internationalen Flughafen Tokyo-Narita (Narita International Airport) im Jahr 1972

Der Bau des Seikan-Tunnels war in neun Bauabschnitte unterteilt, für deren Verwirklichung insgesamt 17 Privatunternehmen zuständig waren. Für den Bauabschnitt 3 (San’yōshi) wurden u. a. die Unternehmen Tobishima und Marubeni beauftragt. Insbesondere diese beiden Unternehmen arbeiteten vor Ort in Japan eng mit der Gewerkschaft Eisenhütte Westfalia (vertreten durch das Tochterunternehmen Nippon Westfalia bzw. später Fuji Westfalia in Tokyo) zusammen.
Die Gewerkschaft Eisenhütte Westfalia, gegründet 1826 in Lünen, verhüttete bis 1876 Raseneisenerz und wandte sich dann der Eisenverarbeitung zu. Hauptprodukte waren Öfen, Schienen und Pumpen und während des Ersten Weltkrieges Granaten u. ä.; ab 1930 produzierte das Unternehmen zunehmend Bergwerksmaschinen und entwickelte sich zu einem der bedeutendsten Bergbauzulieferer für den deutschen und internationalen Bergbau und stellte seit den 1960er-Jahren auch Produkte für den Stollen- und Tunnelbau her. Die Produktpalette umfasste dabei vor allem größere Maschinen und Anlagen, wie z. B. Hobel- oder Rammanlagen, Haspel und andere Förderanlagen oder Lademaschinen. In den 1930er-Jahren wurde u. a. der Westfalia-Schnellhobel, auch „Löbbe-Hobel“ genannt, entwickelt.
Neben dem rund 54 km langen Seikan-Tunnel arbeitete Erdmann in Japan auch an weiteren bedeutenden Infrastrukturprojekten mit, wie z. B. dem 13 Kilometer langen Aki Tunnel sowie dem Bau eines Versorgungstunnels für den Internationalen Flughafen Tokyo-Narita (Narita International Airport).

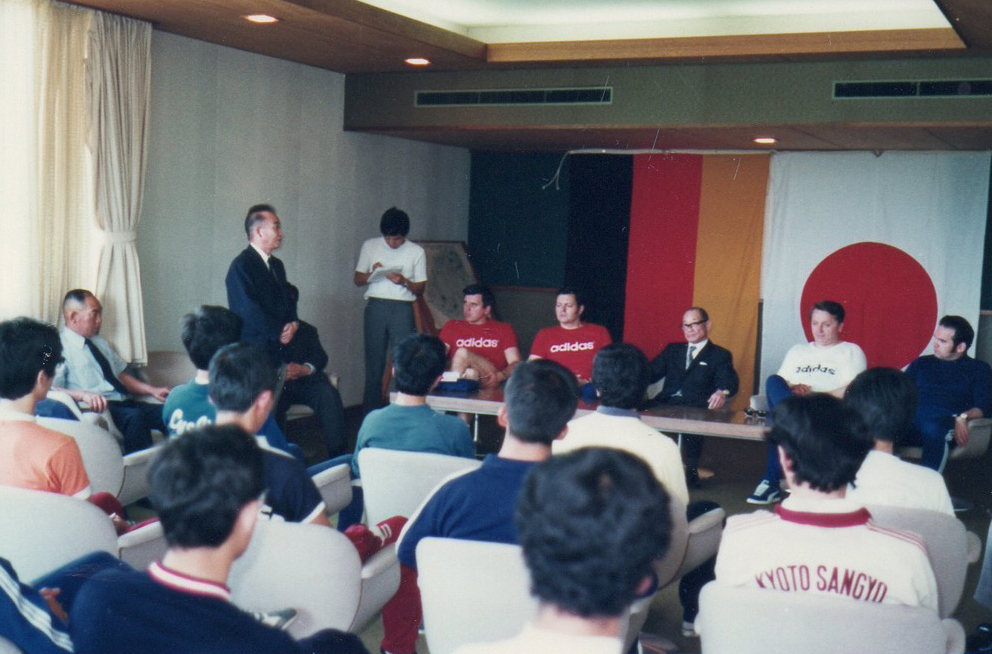
Pressekonferenz in Tokyo im Jahr 1972: am Tisch sitzend Werner Wenzel (l.), Günter Bittendorf (2. v. l.), Heinz Hempel (4. v. l.), Kurt Erdmann (5. v. l.)

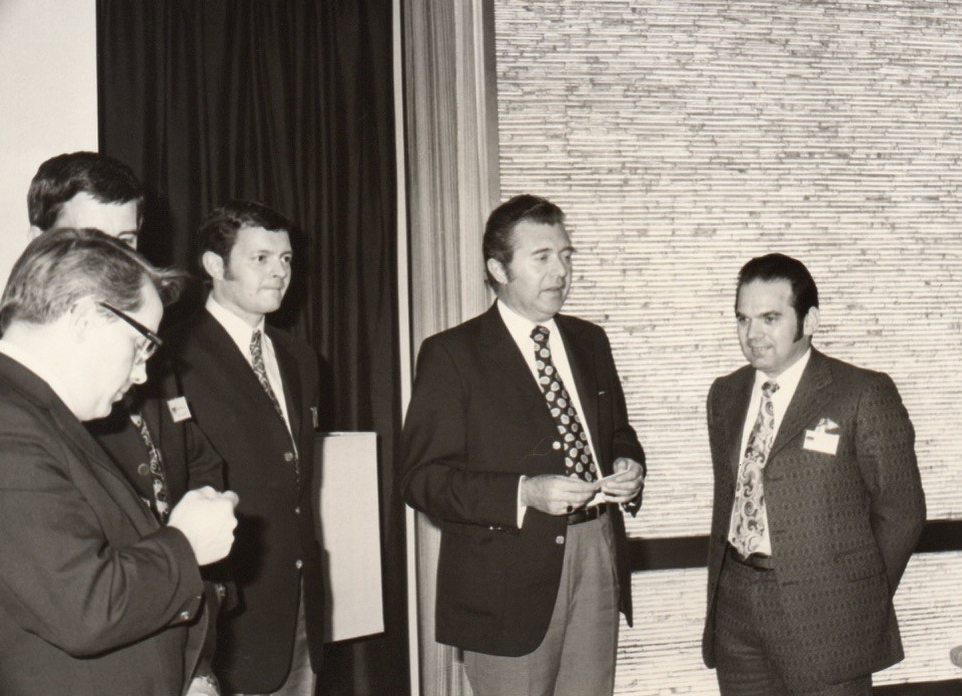
Empfang in der Deutschen Botschaft in Tokyo im Jahr 1972: Botschaftssekretär Jansen (4. v. l.), Kurt Erdmann (5.v.l.)

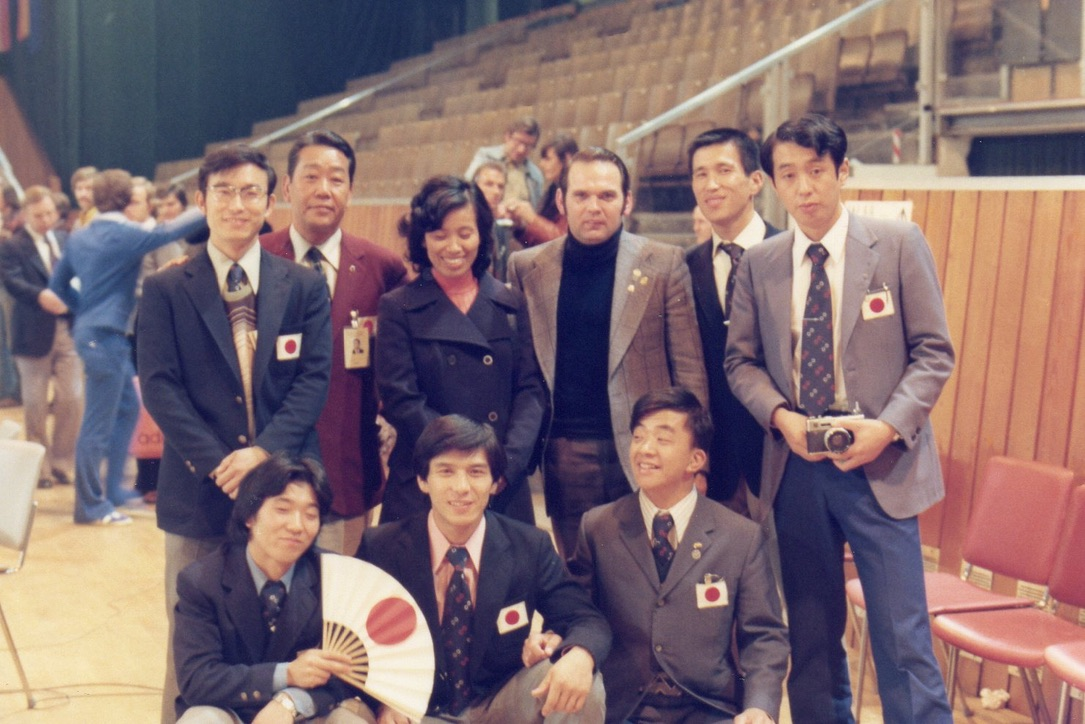
Radsport-Weltmeisterschaft Münster/Deutschland im Jahr 1976: Präsident Joji Momota (stehend, 2. v. l.), Kurt Erdmann (stehend, 4. v. l.)

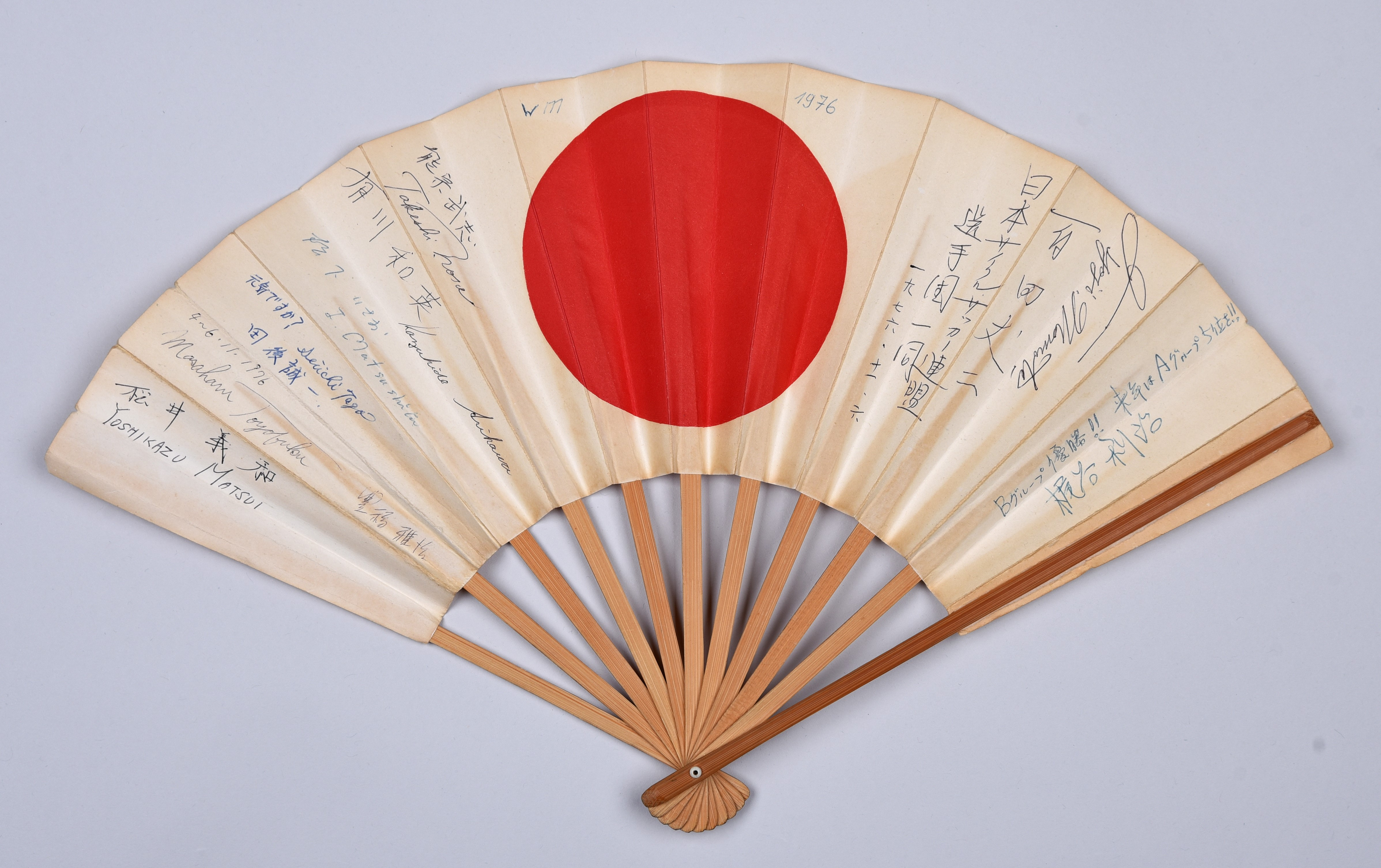
Vom japanischen Nationalmannschaftsteam bzw. -funktionären signierter traditioneller japanischer Papierfächer anlässlich der Radsport-Weltmeisterschaft in Münster/Deutschland im Jahr 1976

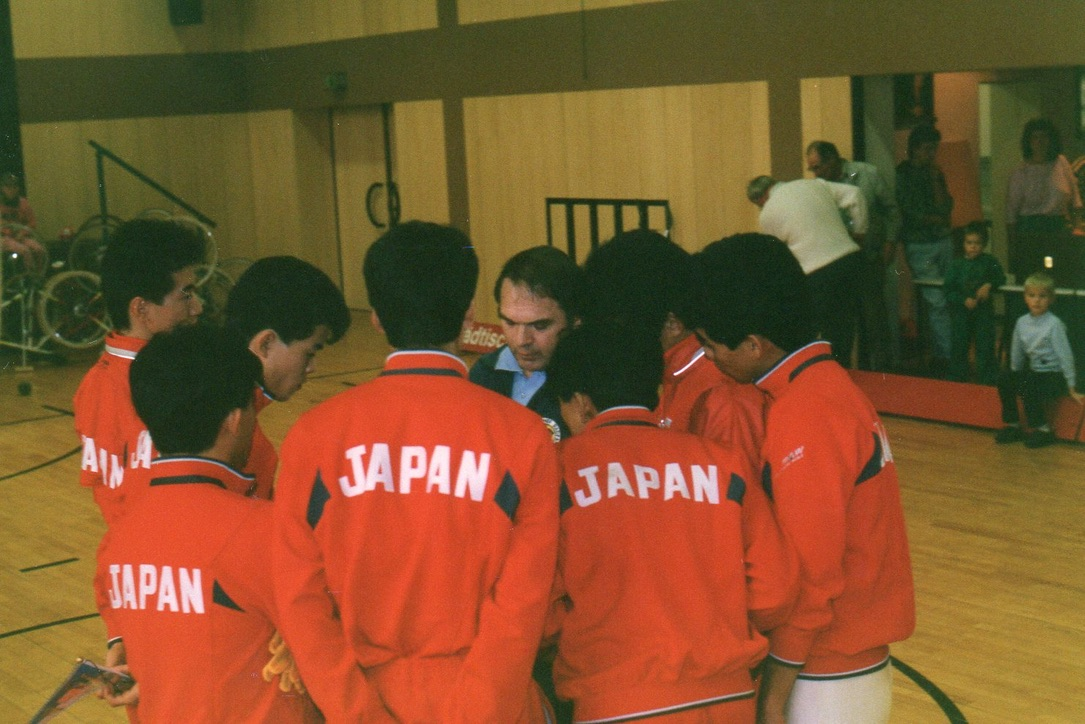
Vorbereitung der japanischen Radballnationalmannschaft auf die Weltmeisterschaft in Heerlen/Niederlande, im Jahr 1981

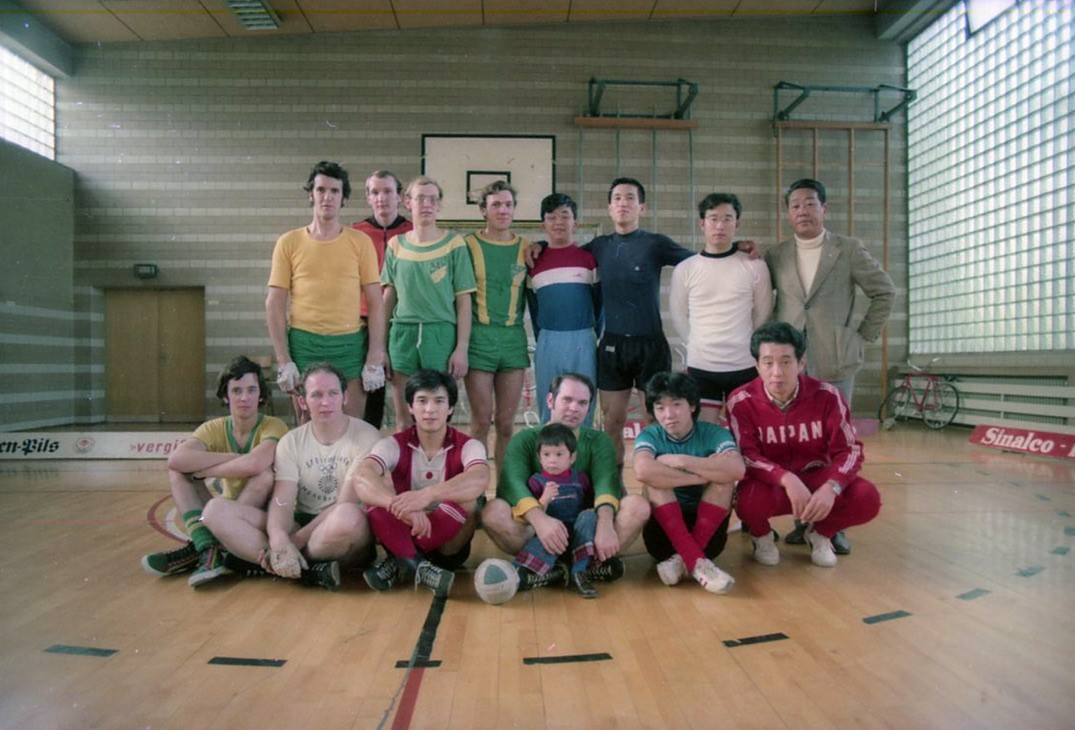
Japanische Radballspieler zu Gast im Bürgerhaus in Methler im Jahr 1976: Joji Momota (stehend, 8.v.l.), Kurt Erdmann (sitzend, 4.v.l.)

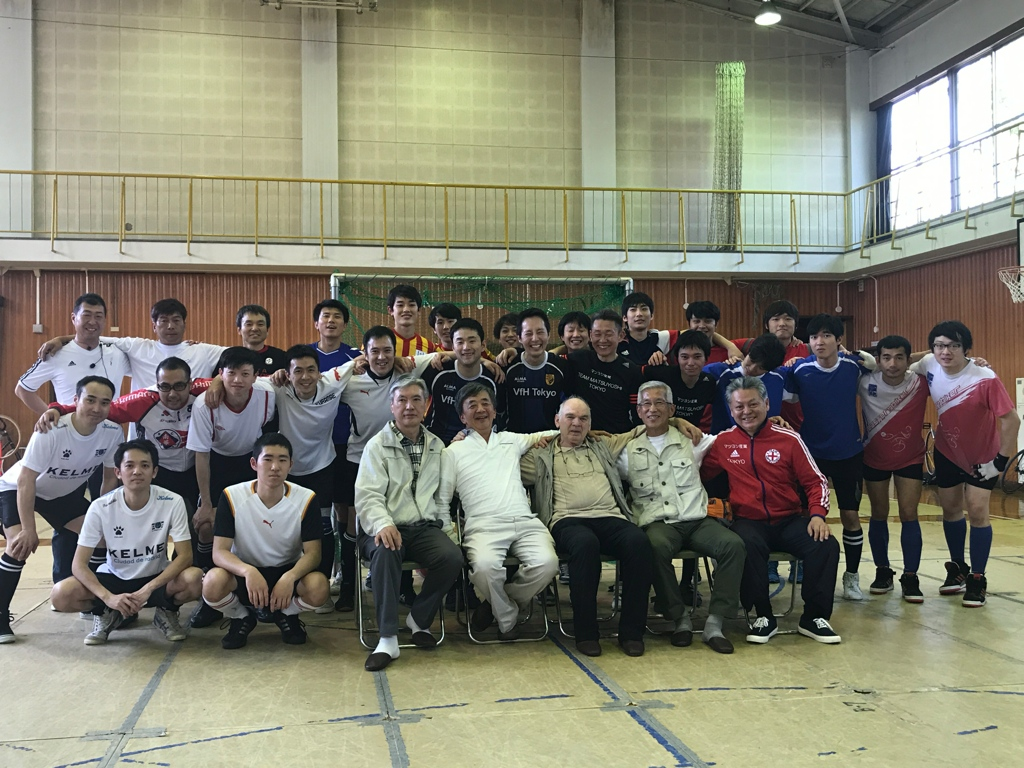
Treffen mit japanischen Radballern im Jahr 2017 in Tachigawa, nah Tokyo, Yoshio Okado (vordere Reihe, 1.v.l.), Yoshikazu Matsui (vordere Reihe, 2.v.l), Kurt Erdmann (vordere Reihe, 3.v.l.), Kazuhide Arikawa (vordere Reihe, 4.v.l)

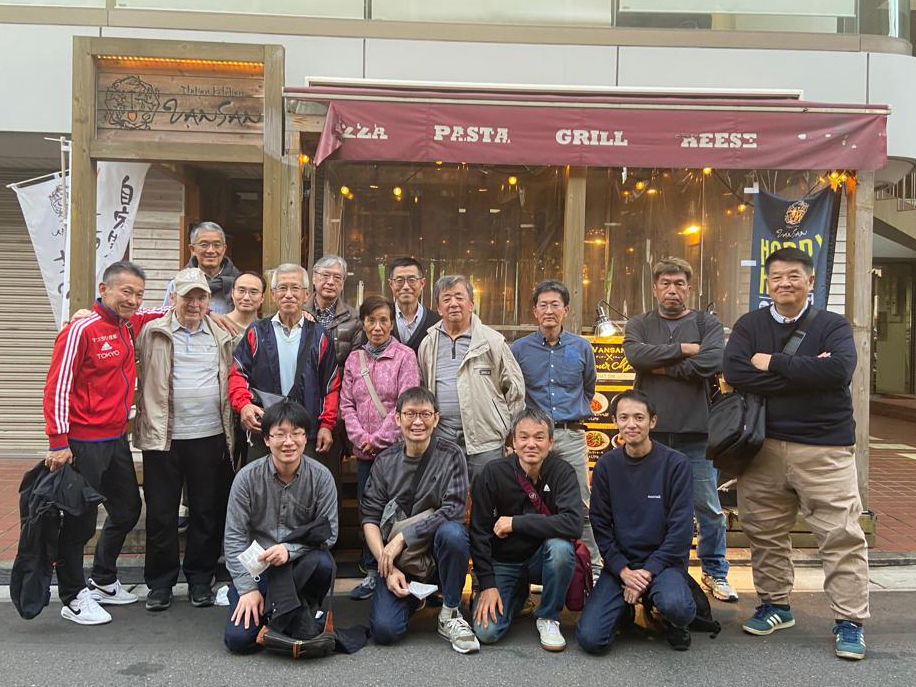
Treffen mit japanischen Radballern im Jahr 2022 in Inagi, Chiba, Yoshio Okado (hintere Reihe, 3.v.l.), Kurt Erdmann (mittlere Reihe, 2.v.l.), Kazuhide Arikawa (mittlere Reihe, 3.v.l), Yoshikazu Matsui (mittlere Reihe, 5.v.l)

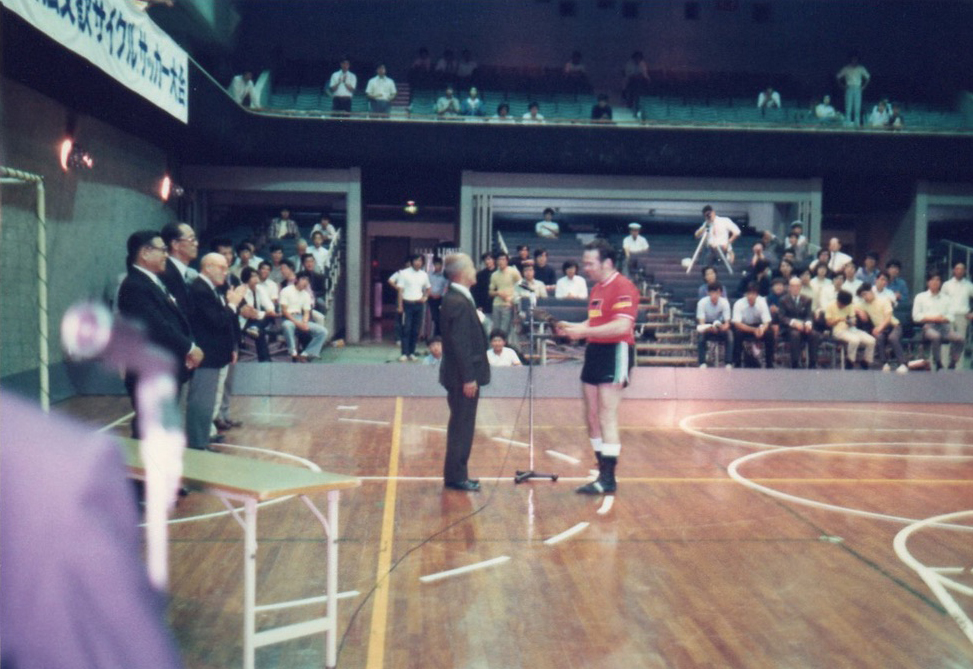
Preisübergabe durch Kobayashi Matsuo, Direktor der „Japan Amateur Cyclisme Federation“ an Kurt Erdmann im Jahr 1972 in Tokyo

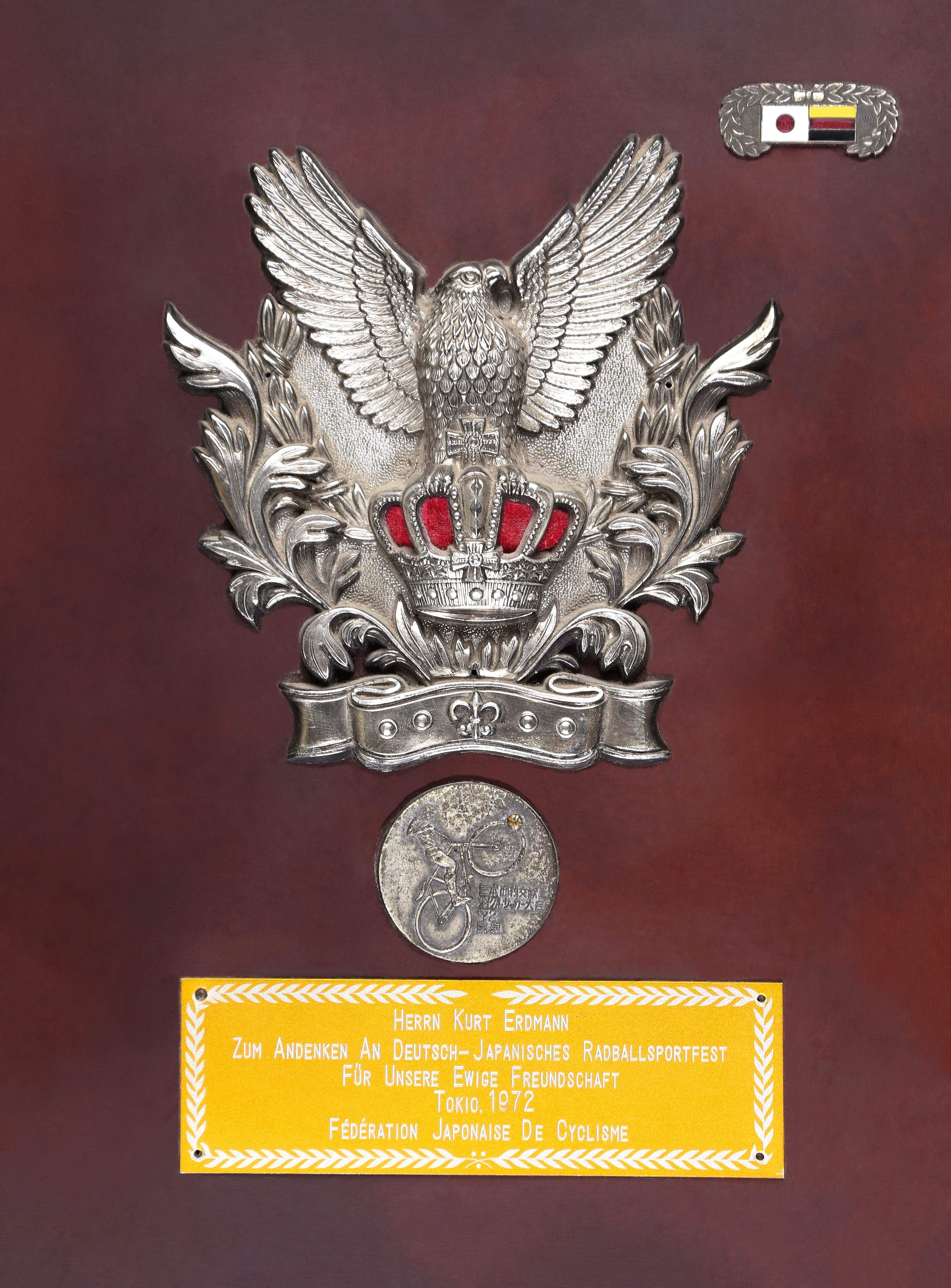
An Erdmann vergebener länderverbindender Freundschaftspreis des Japanischen Radballverbandes des Jahres 1972

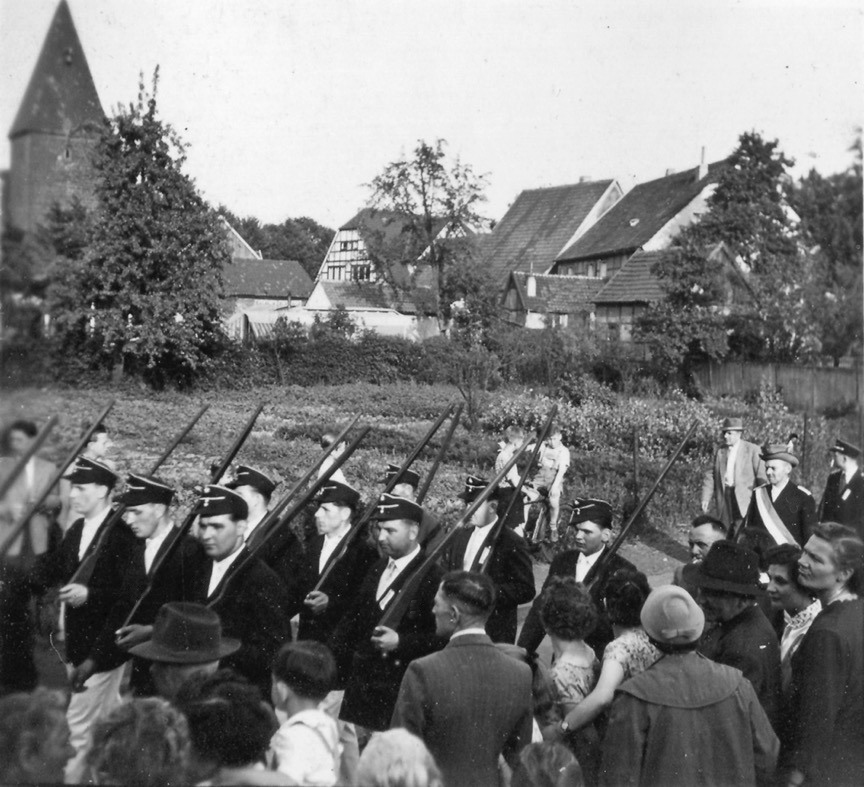
1956, erstes Schützenfest nach der Neugründung 1954, Kurt Erdmann (letzte Reihe rechts in der marschierenden Avantgarde-Kompanie)

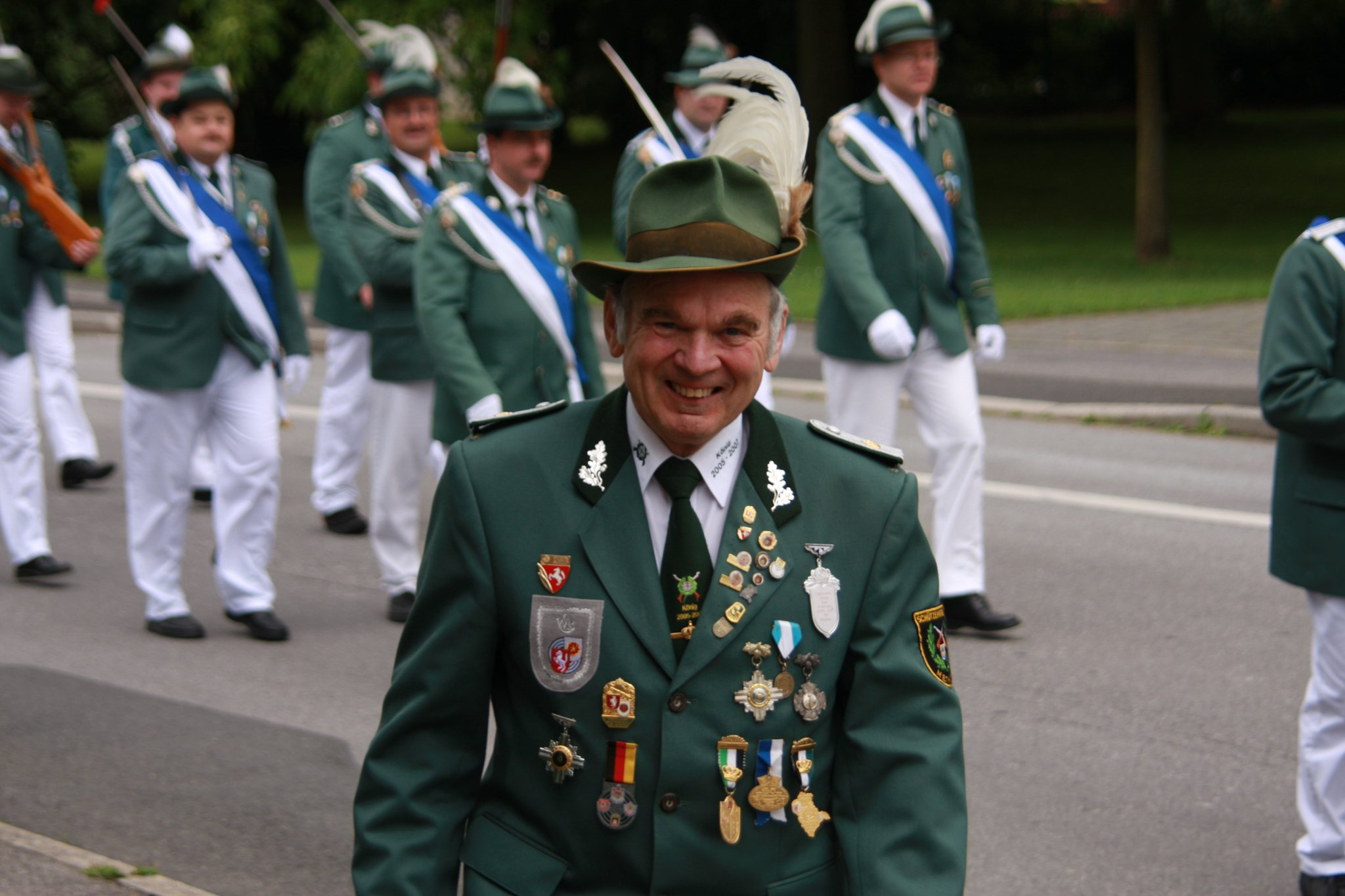
Kurt Erdmann erkennbar als Jubiläumsschützenkönig 2005–2007; hier jedoch in Offiziersuniform beim Schützenfest des Schützenvereins Methler 1830 e.V. im Jahr 2011

In Tokyo heirate Erdmann 1972 die Japanerin Yoshiko Erdmann (geb. Shirasawa). Der gemeinsame Sohn Mark-Ken Erdmann wurde 1973 in Tokyo geboren.

### Länderverbindendes Engagement für den Radsport in Japan
Auch in Japan widmete Erdmann sich seiner Leidenschaft, dem Radsport: bereits kurz nach seiner Ankunft baute er insbesondere unterstützt vom damaligen Präsidenten des japanischen Radsportverbandes Joji Momota (heute noch Ehrenvorsitzender des Verbandes) eine eigene Radball-Mannschaft auf. Er holte Radballprofis aus Deutschland nach Japan, führte vor Ort Lehrgänge durch, ließ die benötigten Räder anfertigen und organisierte Turniere, z. B. Japan gegen Deutschland. Bereits 1971 folgte Erdmann einer Einladung der öffentlichen rechtlichen Rundfunkgesellschaft Japans NHK in die japanische Sportschau, um über den Radballsport zu berichten und demonstrierte dies mit einem eigens mitgebrachten Radballrad.
In Yoyogi, Tokyo, in der Kishi Memorial Hall fand 1972 das von Erdmann organisierte Deutsch-Japanische Radsportfest statt. Von deutscher Seite nahmen die damaligen Deutschen Meister Werner Wenzel und Günter Bittendorf sowie als weiteres Team der Bundesfachwart und Spieler Heinz Hempel und Kurt Erdmann teil. Von japanischer Seite waren u. a. die damaligen japanischen Meister Takeshi Noso und Kazuhara Matsubara und als weiteres Team Toshiharu Kayitani und Kazuhide Arikawa dabei. Im Vorfeld des Deutsch-Japanischen Radsportfestes wurde das deutsche Team seitens des damaligen deutschen Botschafters Wilhelm Grewe zu einem Empfang in die Deutsche Botschaft in Tokyo eingeladen.
Bis 1975 war Erdmann Landestrainer der Radballnationalmannschaft vor Ort in Japan. Ein weiterer Höhepunkt seiner sportlichen Karriere war die Vorbereitung und Begleitung der japanischen Radball-Nationalmannschaft auf bzw. bei den Hallenradsport-Weltmeisterschaften 1976 in Münster/Deutschland.
Später betreute Erdmann die japanische Nationalmannschaft auch bei der Hallenradsport-Weltmeisterschaft in Heerlen/Niederlande sowie bei einem internationalen Länderspiel gegen Deutschland in Bonn im Jahr 1981.
Durch die von Erdmann geknüpften Beziehungen intensivierte sich in den Folgejahren der Austausch zwischen dem deutschen und dem japanischen Radsportverband weiter. Regelmäßig wurden Gäste aus Japan in Deutschland begrüßt. Über viele Jahre haben darüber hinaus regelmäßig Treffen auch in Japan stattgefunden wie zuletzt in den Jahren 2017 und 2022, bei denen neben ehemaligen Teilnehmern u. a. der Radball-Weltmeisterschaft 1976 auch der japanische Verband (Japan Federation of Indoor Cycling) durch das Executive Board Member Yoshio Okado (zuständig für internationale Beziehungen) vertreten war.

### Verdienste um die Deutsch-Japanischen Beziehungen
Für seine besonderen Verdienste um die deutsch-japanische Freundschaft und die Förderung der interkulturellen Beziehungen wurde Erdmann als Verdienstauszeichnung der Bundesrepublik Deutschland durch den Bundespräsidenten Frank-Walter Steinmeier am 6. Januar 2019 das Bundesverdienstkreuz am Bande verliehen.
Bereits 1972 erhielt Erdmann in Tokyo den Freundschaftspreis des Japanischen Radballverbandes. 2023 verlieh der Präsident des Bundes Deutscher Radfahrer (BDR), Rudolf Scharping, Erdmann für seine Verdienste die goldene Verdienstnadel des BDR.

### Ehrenamtliches Engagement auch im Bereich des Deutschen Schützenwesens
Das ehrenamtliche Engagement von Erdmann geht weit über seinen Einsatz für den Radsport hinaus: Erdmann erhielt zahlreiche Auszeichnungen und Ehrungen u. a. auch für sein umfangreiches Engagement für das Deutsche Schützenwesen auf verschiedenen Ebenen.
Die bislang höchste Auszeichnung in diesem Bereich erfolgte am 11. Oktober 2024 mit einer gleich doppelten Ehrung: Der westfälische Schützenbund 1861 e.V. zeichnete Erdmann mit der goldenen Präsidentenplakette aus und das Präsidium des Deutschen Schützenbundes ehrte Erdmann mit der goldenen Ehrenmedaille für besondere Verdienste um die Deutsche Schützensache. Bereits in den Jahren 2020 und 2017 hatte der Deutsche Schützenbund Erdmann das Ehrenkreuz in Silber bzw. Bronze verliehen.
Im Schützenverein Methler 1830 e.V. wurde Erdmann anlässlich des 125-jährigen Vereinsjubiläums im Jahr 2005 zum Jubiläumsschützenkönig (2005–2007) gekürt. Mit der Mitgliedsnummer 34 war Erdmann 1954 eines der Gründungsmitglieder der Neugründung der Schützenvereinigung Methler nach dem Zweiten Weltkrieg; das erste Schützenfest folgte im Jahr 1956. Zum Abschluss seiner 13-jährigen Amtszeit als Vorsitzender des Schützenkreises Unna-Kamen (mit 17 verschiedenen Vereinen) wurde er am 14. März 2024 in Anwesenheit von u. a. der Ministerin für Heimat, Kommunales, Bau und Digitalisierung in NRW (Ina Scharrenbach) im Rahmen des Großen Zapfenstreiches als aktiver Vorsitzender verabschiedet und zum Ehrenvorsitzenden des Schützenkreises Unna-Kamen ernannt.

## Ehrungen und Auszeichnungen
- 2024: Goldene Ehrenmedaille des Präsidiums des Deutschen Schützenbundes e.V.
- 2024: Goldene Präsidentenplakette des Westfälischen Schützenbundes 1861 e.V.
- 2024: Ehrenvorsitzender des Schützenkreises Unna-Kamen
- 2024: Ehrenvorstandsmitglied des Bezirks Hellweg im Westfälischen Schützenbund
- 2024: Ehrenschütze Bürgerschützenverein 1865 e.V. Holzwickede
- 2023: Verleihung der goldenen Verdienstnadel des BDR durch den Präsidenten des Bundes Deutscher Radfahrer (BDR) Rudorf Scharping
- 2023: Ehrenmitglied Schützenverein Kirchspiel-Dellwig 1830 e.V. Wilhelmshöhe
- 2023: Erstmalig verliehene Verdienstnadel des Radfahrverein RV Wanderlust Methler 1900 e.V. für 75 Jahre Mitgliedschaft
- 2021: Ehrenschütze Sportschützen Heeren-Werve[33]
- 2020: Ehrenkreuz in Silber des Deutschen Schützenbundes 1861 e.V.
- 2019: Verleihung des Bundesverdienstkreuzes am Bande durch die Bundesrepublik Deutschland
- 2018: Ehrenkreuz und Aufnahme als „Kurt zu Unna“ in die westfälische Sektion der Congregation des Schleswig-Holsteinischen Landadels
- 2017: Ehrenkreuz in Bronze des Deutschen Schützenbundes e.V.
- 2016: Verleihung des Westfalenstern an der Lippischen Rose durch den Westfälischen Schützenbund 1861 e.V.
- 2016: Verleihung des Ordens „Kömscher Bleier“ seitens des Schützenvereins Kamen 1820 e.V. an den 1. Vorsitzenden für den Schützenkreis Unna-Kamen[34]
- 2013: Ehrung in Anerkennung der Verdienste um Kameradschaft und Nachbarschaftspflege 50 Jahre Club Berliner Tor e.V.
- 2009: Ernennung zum Ehrenmitglied des Schützenvereins Methler 1830 e.V.
- 2000: Ehrenmitglied der Freiwilligen Feuerwehr Methler e.V.
- 2000: Ehrung für ehrenamtliche Tätigkeit der Stadt Kamen
- 1997: Ehrenmitglied 50 Jahre Radfahrverein RV Wanderlust Methler 1900 e.V.
- 1983: 3. Ehrung für hervorragende Verdienste und Förderung des Sports durch den Stadtsportverband Kamen
- 1977: Ehrung 25 Jahre Bund Deutscher Radfahrer (BDR) e.V.
- 1975: Ehrung mit der Verdienstnadel durch den Bund deutscher Radfahrer (BDR) e.V.
- 1972: Ehrung durch den Japanischen Radsportverband für Engagement und Freundschaft um den Radsport in Japan
- 1968: 2. Ehrung für hervorragende Verdienste und Förderung des Sports durch den Stadtsportverband Kamen
- 1965: 1. Ehrung für hervorragende Verdienste und Förderung des Sports durch den Stadtsportverband Kamen